# 徳島県道166号板東停車場線
徳島県道166号板東停車場線（とくしまけんどう166ごう ばんどうていしゃじょうせん）は、徳島県鳴門市を通る県道である。

## 概要

### 路線データ
- 起点：鳴門市大麻町板東辻見堂（JR四国高徳線 板東駅前）
- 終点：鳴門市大麻町板東大林（徳島県道12号鳴門池田線交点）
- 距離：0.320 km[1]

## 歴史
- 1954年（昭和29年）11月12日 - 徳島県道板東停車場線として認定。
- 1972年（昭和47年）3月10日 - 現在の徳島県道166号板東停車場線として再認定。

## 地理

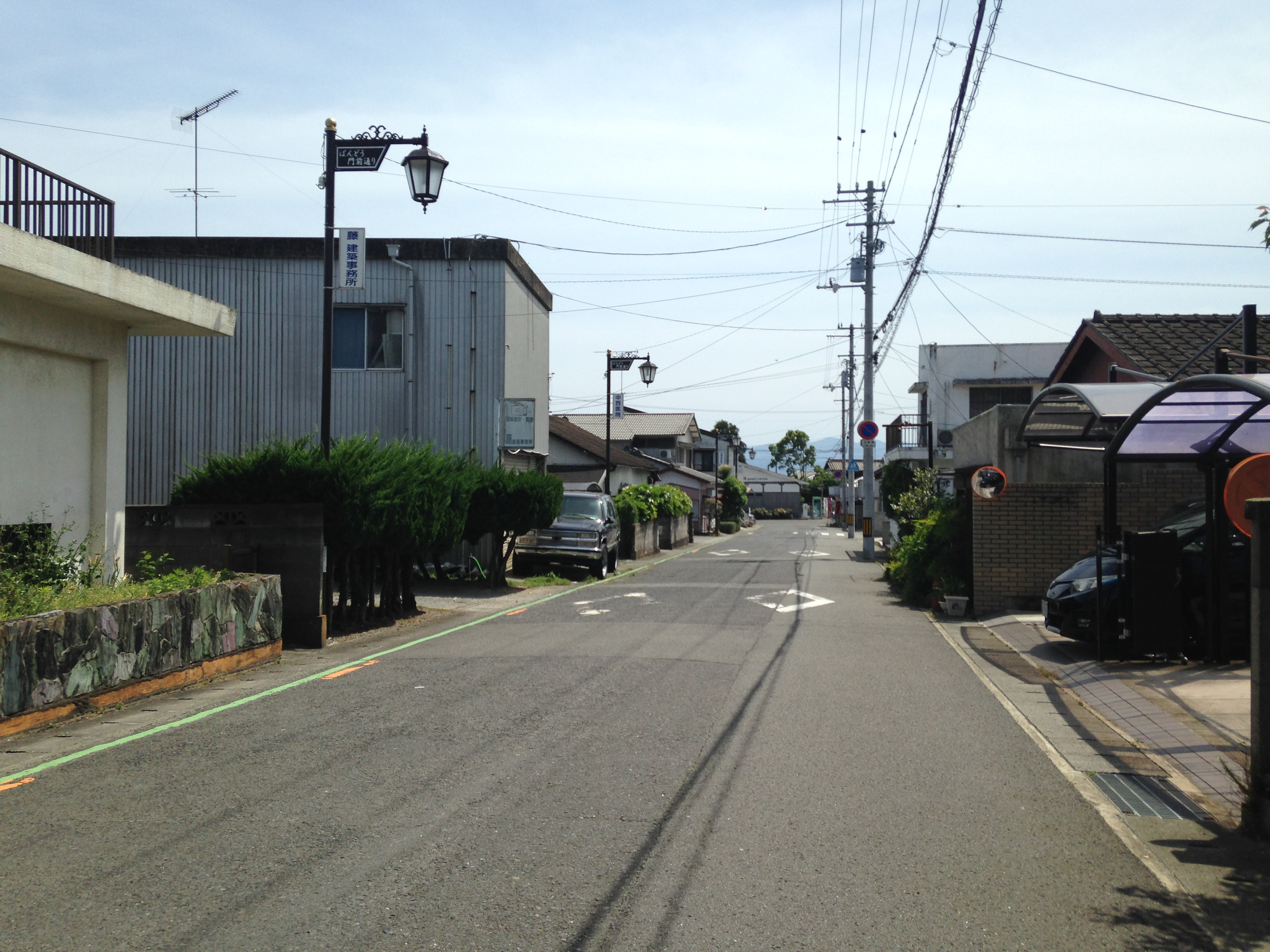
板東駅方面を望む

### 通過する自治体
- 徳島県
  - 鳴門市

## 交差する道路
| 交差する道路                                       | 交差する場所   | 交差する場所 |
| -------------------------------------------------- | -------------- | ------------ |
| 徳島県道12号鳴門池田線 徳島県道41号徳島北灘線 重複 | 大麻町板東大林 | 終点         |

### 沿線
- JR四国高徳線 板東駅
- 鳴門市板東小学校
- 板東公民館